# 京都不死鳥
京都不死鳥，是一支以京都府龜岡市京都體育場為主場，活動範圍涵蓋京都府下轄的京都市、宇治市、城陽市、向日市、長岡京市、京田邊市與木津川市等區域的日本職業足球隊。京都不死鳥是加盟日本職業足球聯盟（J. League）的隊伍之一，有著悠久的球隊歷史。
前身是1922年創立的「京都紫郊俱樂部」（日语：京都紫郊クラブ），是日本現存球隊當中歷史最悠久的。1954年改名「京都紫光足球俱樂部」（日语：京都紫光サッカークラブ）。1993年改名「教育研究社FC京都紫不死鳥」（日语：教育研究社FC京都パープルサンガ）。其原来的拉丁名字「Kyoto Purple Sanga」中的「Sanga」，为“山河”和梵語“samgha”（僧伽）的罗马字注音，表示京都山河俊秀，寺庙众多。球會的吉祥物是「パーサくん」，於1995年誕生，造型與京都著名的金閣寺上的「鳳凰」和「不死鳥」裝飾非常接近，是球會的象徵（在日語中「不死鳥」是「鳳凰」同義或近義詞）因此華文媒體在中文化時亦使用「不死鳥」作為球會之名稱。
「purple」取自「紫光」，也是球會球衣上的顏色，球衣主要由紫色組成，也是以前日本皇室使用的顏色，反映京都是日本以前的首都。

## 歷史簡介
1994年，當時在JFL比賽的京都紫不死鳥獲得加盟J聯盟資格，其後以1995年JFL亞軍之姿踏上1996年J1舞台。
然而，雖然陣中擁有不少國家隊代表，球隊表現並不穩定，自J聯盟於1999年增設J2改為兩部制之後，成為J1與J2之間擺盪的升降機之一。
2000年，京都紫不死鳥屈居第15名（倒數第2）歷經5年的後段班後，球隊首次遭到降級，雖然2001年以J2冠軍強勢反彈，並於2002年奪下J1第5名與隊史首座天皇盃，卻在2003年再度被降級（第16名，墊底）。
2005年，京都紫不死鳥以J2冠軍捲土重來，卻在2006年第3度被降級（第18名，墊底）。
2007年，球隊將队名中的「purple」省略，只使用「Kyoto Sanga」。該季球隊拿下J2季軍，並在升降級附加賽中以主場2-1，客場0-0拉下J1第16名廣島三箭，第4次升級。
2010年，球隊僅獲第17名（倒數第2）第4次被降級。
2011年，球隊再度打進天皇盃決賽，不過以2-4不敵同為J2球隊FC東京。即使2012年、2013年、2016年打進升降級附加賽，不過都無緣再戰J1第16名球隊。
2021年，京都不死鳥以J2亞軍獲得第5次升級，不過2022年僅得第16名落入升降級附加賽，面臨J2殿軍熊本深紅挑戰。

## 現役球員

### 現役球員
1. 以下球員名單更新於2022年3月18日
2. 球員編號參照京都不死鳥官方網站 （页面存档备份，存于）
3. 國籍圖標根據國際足協的參賽資格定義，但球員可能會持有多於一個非國際足協定義的國籍

| 號碼     | 國籍              | 球員名（英文名）                       | 出生日期       | 前屬球會           | 加盟年份 |
| 守 門 員 | 守 門 員          | 守 門 員                               | 守 門 員       | 守 門 員           | 守 門 員 |
| -------- | ----------------- | -------------------------------------- | -------------- | ------------------ | -------- |
| 1        | 日本              | 若原智哉（Tomoya Wakahara）            | 1999年12月28日 | 青年軍             | 2018年   |
| 21       | 日本              | 上福元直人（Naoto Kamifukumoto）       | 1989年11月17日 | 德島漩渦           | 2022年   |
| 26       | 日本              | 太田岳志（Gakuji Ota）                 | 1990年12月26日 | 富山勝利           | 2020年   |
| 29       | 日本              | 松原修平（Shuhei Matsubara）           | 1992年8月11日  | 群馬草津溫泉       | 2022年   |
| 32       | 新西兰 · 荷兰     | 米高活特（Michael Woud）               | 1999年1月16日  | 阿梅爾城           | 2022年   |
| 後 衛    |                   |                                        |                |                    |          |
| 2        | 日本              | 飯田貴敬（ Takahiro Iida）             | 1994年8月31日  | 清水心跳           | 2020年   |
| 3        | 日本              | 麻田將吾（Shogo Asada）                | 1998年7月6日   | 讚岐卡馬達馬尼     | 2017年   |
| 4        | 巴西              | 門德斯（Holneiker Mendes Marreiros）   | 1995年4月25日  | 甲府風林           | 2022年   |
| 5        | 日本              | 艾比亞·泰維亞（Hisashi Appiah Tawiah） | 1998年10月18日 | 仙台維加泰         | 2022年   |
| 6        | 日本              | 本多勇喜（Yuki Honda）                 | 1991年1月2日   | 名古屋鯨魚         | 2016年   |
| 14       | 日本              | 白井康介（Kosuke Shirai）              | 1994年5月1日   | 北海道札幌岡薩多   | 2021年   |
| 15       | 日本              | 長井一真（Kazuma Nagai）               | 1998年11月2日  | 關西大學           | 2021年   |
| 17       | 日本              | 荻原拓也（Takuya Ogiwara）             | 1999年11月23日 | 浦和紅鑽           | 2021年   |
| 31       | 日本              | 井上黎生人（Rikito Inoue）             | 1997年3月9日   | 岡山綠雉           | 2022年   |
| 37       | 日本              | 植田悠太（Yuta Ueda）                  | 2004年7月6日   | 青年軍             | 2022年   |
| 中 場    |                   |                                        |                |                    |          |
| 7        | 日本              | 武富孝介（Kosuke Taketomi）            | 1990年9月23日  | 浦和紅鑽           | 2021年   |
| 8        | 日本              | 荒木大吾（Daigo Araki）                | 1994年12月7日  | 磐田山葉           | 2020年   |
| 10       | 日本              | 福岡慎平（Shimpei Fukuoka）            | 2000年6月27日  | 青年軍             | 2019年   |
| 16       | 日本              | 武田將平（Shohei Takeda）              | 1994年4月4日   | 甲府風林           | 2021年   |
| 18       | 日本              | 松田天馬（Temma Matsuda）              | 1995年6月11日  | 湘南比馬           | 2021年   |
| 19       | 日本              | 金子大毅（Daiki Kaneko）               | 1998年8月28日  | 浦和紅鑽           | 2022年   |
| 24       | 日本              | 川崎颯太（Sota Kawasaki）              | 2001年7月30日  | 青年軍             | 2020年   |
| 25       | 日本              | 中野桂太（Keita Nakano）               | 2002年8月27日  | 青年軍             | 2021年   |
| 27       | 日本              | 山田楓喜（Fuki Yamada）                | 2001年7月10日  | 青年軍             | 2020年   |
| 33       | 日本              | 三澤直人（Naoto Misawa）               | 1995年7月7日   | 鳥取飛翔           | 2021年   |
| 前 鋒    |                   |                                        |                |                    |          |
| 9        | 奈及利亞 · 比利时 | 彼得·烏達卡（Peter Utaka）             | 1984年2月12日  | 甲府風林           | 2020年   |
| 11       | 日本              | 山﨑凌吾（Ryogo Yamasaki）             | 1992年9月20日  | 名古屋鯨魚         | 2022年   |
| 13       | 日本              | 宮吉拓實（Takumi Miyayoshi）           | 1992年8月7日   | 北海道札幌岡薩多   | 2019年   |
| 20       | 荷兰 · 库拉索     | 昆頓·馬天奴斯（Quenten Martinus）      | 1991年3月7日   | 山形山神           | 2022年   |
| 23       | 日本              | 豊川雄太（Yuta Toyokawa）              | 1994年9月9日   | 大阪櫻花           | 2022年   |
| 28       | 日本              | 田中和樹（Kazuki Tanaka）              | 2000年1月13日  | 法政大學           | 2022年   |
| 36       | 日本              | 平賀大空（Sora Hiraga）                | 2005年3月2日   | 青年軍             | 2022年   |
| 38       | 日本              | 小山真生（Mao Koyama ）                | 2004年6月23日  | 青年軍             | 2022年   |
| 39       | 奈及利亞          | 奧里巴霍·伊斯馬拿（Origbaajo Ismaila） | 1998年8月4日   | 福島聯             | 2021年   |
| 40       | 日本              | 木村勇大（Yudai Kimura）               | 2000年1月13日  | 關西學院大學在學中 | 2021年   |
| 50       | 日本              | 大前元紀（Genki Omae）                 | 1989年12月10日 | 群馬草津溫泉       | 2022年   |

## 獎項
- 天皇盃

2002-2003年
- 日本職業足球乙級聯賽冠軍（J2）

2001年、2005年

## 曾效力球員
- 松井大輔
- 三浦知良
- 拉莫斯琉偉
- 柳澤敦
- 大黒將志
- 山瀬功治
- Ned Zelić
- 韋菲特·辛奴
- 巴爾塔扎爾·馬利亞·莫賴斯·儒尼奧爾
- 保罗·西拉斯
- 朴智星
- 崔龍洙
- 金南一
- 郭泰輝
- 达尼埃尔·萨拉布里亚